# Dysdera andreini
Dysdera andreini là một loài nhện trong họ Dysderidae.
Loài này thuộc chi Dysdera. Dysdera andreini được miêu tả năm 1928 bởi Caporiacco.